# Il fermo proposito
Il fermo proposito (El firme propósito en español) es una encíclica de San Pío X, datada el 11 de junio de 1905, publicada en la Acta Sanctae Sedis en latín y en italiano, y dirigida a los obispos de Italia; en ella se dan orientaciones para la acción de los católicos en la sociedad, refiriéndose especialmente a la situación en Italia.

## Contexto
Las últimas fases del proceso de la unificación italiana afectaron directamente a los Estados Pontificios: ya en 1861 parte de sus territorios habían quedado incorporados al futuro Reino de Italia, se inició así la llamada cuestión romana, agravada tras la ocupación en 1870, por el Reino de Italia de la misma Roma. Ante esa situación la Santa Sede respondió con el non expedit, aconsejando a los católicos la no participación en las elecciones políticas del nuevo país, que, además inició una política antirreligiosa.
Ante esta situación, y como un modo de defender los derechos de la Iglesia y los intereses religiosos y sociales de los católicos, se fundó en Venecia, en 1871, la Opera dei Cogressi. De este modo los católicos dispusieron de un cauce que les permitía incidir en la sociedad y en la vida pública, aunque no fuese a través de los órganos de poder del Estado. Manteniendo el non expedit, la Iglesia permitió la participación de los católicos en los Ayuntamientos y en los Consejos provinciales.
Se trataba, en todo caso, de un difícil equilibrio que llegó a producir una crisis en la Opera dei Congressi, al aparecer dos posturas difíciles de conciliar entre los que consideraban que la Opera debía seguir centrándose en las actuaciones que incidían directamente en la sociedad, y aquellos otros que la veían como un cauce para la participación en las contiendas electorales. 
Ante ese estado de cosas, la Santa Sede optó por disolver la Opera dei Cogressi (28 de julio de 1905). Con esta encíclica el papa quiere orientar adecuadamente la acción de los católicos que debe tener como mira iluminar la sociedad con la puesta en práctica de las verdades que enseña la Iglesia. 
Por este motivo la encíclica se dirige específicamente a los católicos italianos; sin embargo, tal como se expone en una nota que acompaña su publicación en la Acta Sanctae Sedis, contiene una doctrina que puede servir para los católicos de cualquier otro lugar. 
El 28 de julio de 1906, San Pío X, publicó una nueva encíclica, Pieni l'animo en el que reiteraba el contenido de Il fermo proposito, recordando además algunos puntos relacionados con la disciplina y formación del clero.

## Contenido[6]
El papa inicia la encíclica recordando

Il fermo proposito, che fin dai primordi del Nostro Pontificato abbiamo concepito, di voler consacrare tutte le forze che la benignità del Signore si degna concederCi alla restaurazione di ogni cosa in Cristo, Ci risveglia nel cuore una grande fiducia nella potente grazia di Dio, senza la quale nulla di grande e di fecondo per la salute delle anime possiamo pensare od imprendere quaggiù
El firme propósito que, desde el principio de Nuestro Pontificado, concebimos de querer consagrar todas las fuerzas que la benignidad del Señor se digna concedernos a la restauración de todas las cosas en Cristo, despierta en Nuestro pecho suma confianza en la poderosa gracia de Dios, sin la cual es imposible pensar o emprender aquí en la tierra cosa alguna grande y fecunda para la salvación de las almas
Enc. Il fermo proposito, p.1

En seguida señala la necesidad de que los obispos, a quienes se dirige de modo directo, el clero y todos los fieles cooperen en este objetivo; por lo que entiende que su primer deber es enseñar el modo de llevar a cabo esa cooperación, proponer los medios oportuno para hacerlo, exhortar y amonestar; deber al que han de corresponder los fieles acogiendo esas orientaciones y colaborar eficazmente cada uno según su estado y oficio. En este sentido el papa se refiere a 

las múltiples obras de celo en bien de la Iglesia, de la sociedad civil y de las personas particulares, comúnmente designadas con el nombre de acción católica, que por la gracia de Dios florecen, en todas partes, y abundan también en nuestra Italia. Bien se os alcanza, Venerables Hermanos, en cuánta estima debemos tenerlas y cuan íntimamente anhelamos verlas afianzadas y promovidas.
Enc. Il fermo proposito, p.2

Sobre ellas el papa ha tratado en diversas ocasiones con algunos obispos y con los representantes de estas labores; también ha sido necesario hacer publicar algunos documentos para quitar obstáculos a estas iniciativas y condenar algunas tendencias que con perjuicio para la causa común se iban insinuando. Ahora en esta encíclica desea transmitir una palabras de aliento y exhortación en esta materia se siga edificando el bien y aumentando su amplitud.
Expone a continuación la encíclica el vastísimo campo de la acción católica. En primer lugar en la divulgación de la verdad revelada, en el ejercicio de las virtudes cristianas y en las obras de caridad. Pero también en el orden natural hay materias que deben ser iluminadas por la luz de la revelación católica, y son claros los frutos que proporcionaría una civilización auténticamente cristiana; comprobar los ataques a las conquistas de la Iglesia que se producen no debe desanimar a la acción.
Restaurar todo en Cristo ha sido siempre el lema de la Iglesia, y el papa recuerda que es también principalmente el suyo; para llevar a cabo esa restauración

cuánto ayudan a la Iglesia aquellas falanges de católicos, que precisamente se proponen el reunir y concentrar en uno todas sus fuerzas vivas, para combatir por todos los medios justos y legales contra la civilización anticristiana: reparar a toda costa los gravísimos desórdenes que de ella provienen; introducir de nuevo a Jesucristo en la familia, en la escuela, en la sociedad; restablecer el principio de la autoridad humana. como representante de la de Dios; tomar muy a pecho los intereses del pueblo, u particularmente los de la clase obrera y agrícola, no sólo infundiendo el el corazón de todos la verdad religiosa, único verdadero manantial de consuelo en los trances de la vida, sino cuidando de enjugar sus lágrimas, suavizar sus penas, mejorar su condición económica con bien concertadas medidas; trabajar por conseguir que las leyes públicas se acomoden a la justicia y se corrijan o se destierren las que le son contrarias; defender, finalmente, y mantener con ánimo verdaderamente católico los fueros de Dios y los no menos sacrosantos derechos de la Iglesia
Enc. Il fermo proposito, p.7

El conjunto de todas estas obras, sostenidas y promovidas por el laicado, adaptadas a las circunstancias de cada nación es lo que suele llamarse acción católica o acción de los católicos; una acción que se ha desarrollado de muy diversas formas según los tiempos. Por esto ahora interesa identificar cómo llevar a cabo esa acción en las actuales circunstancias. Expone a continuación la encíclica los requisitos que debe cumplir esta acción de los católicos.
Ante todo para esta labor es necesaria la gracia divina, y para ello es necesario que quienes promuevan este movimiento estén unidos a Cristo, convencidos de la fe, con una sólida formación religiosa, y obedientes a la Iglesia y al papa. Deben emprender obras morales y materiales de trascendencia social, en las que se muestre la bondad y la justicia de los principios cristianos, realizadas con verdadero desinterés, buscando el supremo bien del prójimo.
Las soluciones prácticas de la cuestión social, tal como fue expuesta por León XIII, en la encíclica Rerum  novarum, es la principal materia sobre la que debe versar la acción de los católicos. Para que esta acción social prospere es necesaria la debida cohesión entre las distintas obras que la componen, en la consecución de este objetivo 

se ha mostrado en otros países singularmente eficaz cierta institución de índole general que, con el nombre de Unión Popular, está ordenada a juntar los católicos de todas clases sociales, pero especialmente las grandes muchedumbres del pueblo, en torno a un solo centro común de doctrina, de propaganda y organización social.
Enc. Il fermo proposito, p.14.

Alrededor de esta Unión se agruparan las demás instituciones de índole económica, ordenadas a resolver los diversos aspectos del problema social. En este sentido la Opera dei Congressi e Comitati Cattolici ha hecho una gran labor, por este motivo al disolverse esta Opera se mantuvo el centro o unión de obras de índole económica. 
En cualquier caso, no basta estar preparados para atender las necesidades sociales, es preciso conocer bien los medios prácticos que han de utilizarse, la experiencia alcanzada en otros lugares, las condiciones de la sociedad civil y la misma vida pública de los Estados. En este sentido la constitución actual de los estados ofrece a todos la oportunidad de influir en la cosa pública. Ante este situación el papa, manteniendo la norma decretada por Pío IX y mantenida por León XIII, en virtud de la cual que, generalmente, prohibida a los católicos en Italia; sin embargo, 

otras razones de no menor peso, tomadas del supremo bien de la sociedad, que a todo trance hay que salvar, pueden requerir que en casos particulares se dispense la ley, especialmente cuando vosotros, Venerables Hermanos, echéis de ver muy a las claras la urgente necesidad de ello para bien de las almas y de los supremos intereses de vuestras Iglesias y pidáis la oportuna dispensa.
Enc. Il fermo proposito, p. 17.

Esta posibilidad hace que los católicos deban seguir preparándose y organizándose para la vida política, extendiendo la actividad que ya ejercen en los municipios y consejos provinciales; teniendo siempre presente el propósito de promover el bien social y económico de la patria, y la defensa de los supremos intereses de la Iglesia, esto es, de la religión y de la justicia.
Aunque la solución de la cuestión social sea el punto más importante de la acción de los católicos, esto no es incompatible con otras iniciativas orientadas también al bien de la sociedad y del pueblo; estas nacen habitualmente por el celo de personas particulares, y deben también alabarse y favorecerse, teniendo en cuenta la índole de cada población. En esta dirección interesará celebrar de vez en cuando congresos generales y particulares de los católicos italianos, que permitirán estrechar vínculos entre los promotores de estas empresas. 
El papa señala que todas estas acciones de los católicos deben estar subordinadas a la autoridad eclesiástica, 

Ciertamente semejantes obras, dada su naturaleza, han de proceder con la conveniente razonable libertad, pues sobre ellas recae la responsabilidad de la acción, principalmente en materias temporales y económicas, y en las      de la vida pública administrativa o política, extrañas al ministerio meramente espiritual. Mas, como los católicos levantan siempre la bandera de Cristo, levantan por ello mismo la bandera de la Iglesia; y es, por lo tanto, conveniente que de manos de la Iglesia la reciban, que la Iglesia vele mirando por su intachable honor, y que a esta maternal vigilancia se sujeten los católicos como hijos dóciles y amorosos.
Enc. Il fermo proposito

Los sacerdotes, al colaborar en estas actividades no deben dar demasiada importancia a los intereses materiales del pueblo, olvidando los deberes de su sagrado ministerio.

De este modo la cooperación del Clero en las empresas de acción católica tiene una finalidad altamente religiosa y no será obstáculo, antes bien, será auxilio de su ministerio espiritual, cuyo campo de acción se ampliará con multiplicación de sus frutos.
Enc. Il fermo proposito, p. 25

Con esta encíclica, añade el papa, se ha señalado el bien que ha de buscarse, ahora es necesario poner todo esto por obra, sin preocuparse de la humildad de los principios, con la vista en Jesucristo que ha de ser el término de toda esta tarea. La encíclica se data en el día de Pentecostés, con esa ocasión invocando el auxilio del Espíritu Santo, el papa concluye la encíclica enviando su bendición a los obispos, sacerdotes y al pueblo italiano.